# Facultad de Derecho de Albacete
La Facultad de Derecho de Albacete es un centro docente de la Universidad de Castilla-La Mancha situado en el campus de Ciudad Universitaria de la ciudad española de Albacete, donde se imparten estudios superiores de derecho, criminología y Gestión y Administración Pública.

## Historia
La Facultad de Derecho de Albacete fue fundada en 1982, comenzando las clases en el curso 1985-1986. Su nacimiento fue fruto de la tradición jurídica a lo largo de la historia de la ciudad, sede de la Real Audiencia Territorial de Albacete y del Tribunal Superior de Justicia de Castilla-La Mancha.

## Titulaciones
La Facultad de Derecho de Albacete oferta las siguientes enseñanzas de grado y posgrado:
- Grado en Derecho
- Grado en Gestión y Administración Pública
- Grado en Criminología
- Doble Grado en Derecho-Economía
- Máster Universitario de Acceso a la Abogacía
- Máster Universitario en Derechos Fundamentales y Libertades Públicas
- Máster Universitario en Criminología y Delincuencia Juvenil
- Máster Universitario en Fiscalidad Internacional y Comunitaria
- Doctorado en Derecho
- Doctorado en Criminología y Delincuencia Juvenil
- Doctorado en Fiscalidad Internacional y Comunitaria

Además, cuenta con variedad de títulos propios.

## Alumnado y personal
La Facultad de Derecho de Albacete contaba en el curso 2013-2014 con un total de:
- 895 alumnos (curso 2012-2013)
- 58 profesores
- 14 empleados de administración y servicios

## Departamentos docentes
La facultad es sede de varios departamentos de ámbito jurídico que coordinan la formación académica en toda la Universidad de Castilla-La Mancha a través de las distintas áreas de conocimiento. Estos departamentos son:
- Departamento de Derecho Civil e Internacional Privado[5]
- Departamento de Derecho de Trabajo y Trabajo Social[6]
- Departamento de Derecho Público y de la Empresa[7]
- Departamento de Ciencia Jurídica y Derecho Público[8]

Además, las siguientes áreas departamentales tienen actividad en el centro:
- Área de Derecho Administrativo
- Área de Derecho Civil
- Área de Derecho Constitucional
- Área de Derecho del Trabajo
- Área de Derecho Eclesiástico del Estado
- Área de Derecho Financiero
- Área de Derecho Internacional Privado
- Área de Derecho Internacional Público
- Área de Derecho Mercantil
- Área de Derecho Penal
- Área de Derecho Procesal
- Área de Derecho Romano
- Área de Economía y Hacienda
- Área de Filosofía del Derecho
- Área de Historia del Derecho
- Área de Lenguajes y Sistemas Informáticos
- Área de Psicología Jurídica

## Profesores ilustres
- Luis Arroyo Zapatero, jurista, catedrático y rector de la Universidad de Castilla-La Mancha.
- Carmen Bayod, alcaldesa de Albacete entre 2011 y 2015.

## Alumnos ilustres
- Goyo Jiménez, humorista, actor, presentador y director.
- Carmen Picazo, abogada y política.
- Daniel Martínez, político.